# Megan
Megan  è un nome proprio di persona gallese e inglese femminile.

## Varianti
- Gallese: Meghan[2], Meaghan[2]
  - Ipocoristici: Meg[2]
- Inglese: Maegan[1], Meagan[1][2], Meagen[2], Meghan[1][2], Maeghan[1][2], Meaghan[1], Meggin[2]
  - Ipocoristici: Meg[3]

## Origine e diffusione
Si tratta di un diminutivo di Marged, la forma gallese del nome Margherita; è rimasto confinato al Galles sostanzialmente fino alla metà del XX secolo, quando è stato adottato anche in altri paesi anglofoni.

## Onomastico
L'onomastico si festeggia lo stesso giorno di Margherita.

## Persone
- Megan Bankes, biatleta canadese

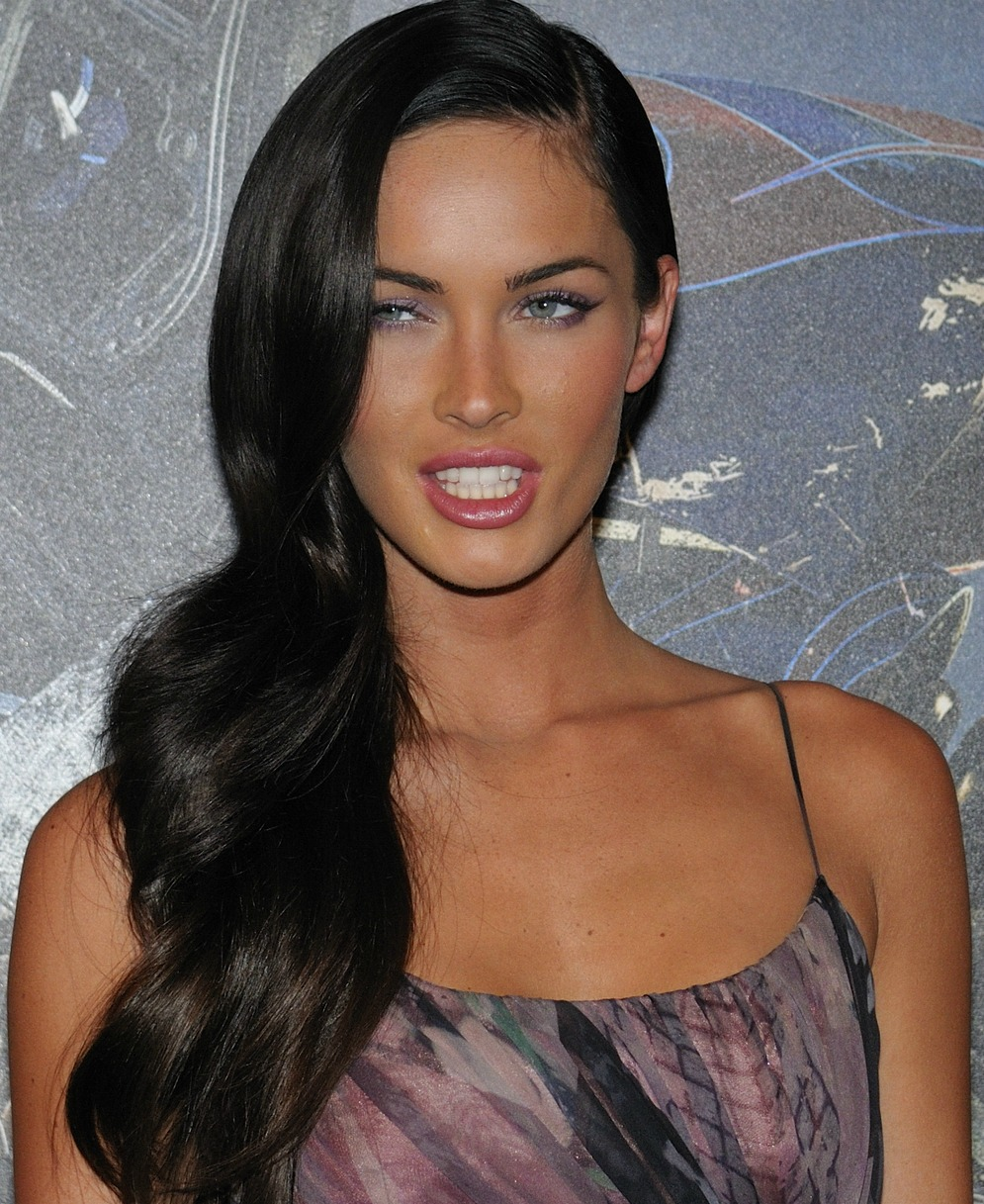
Megan Fox

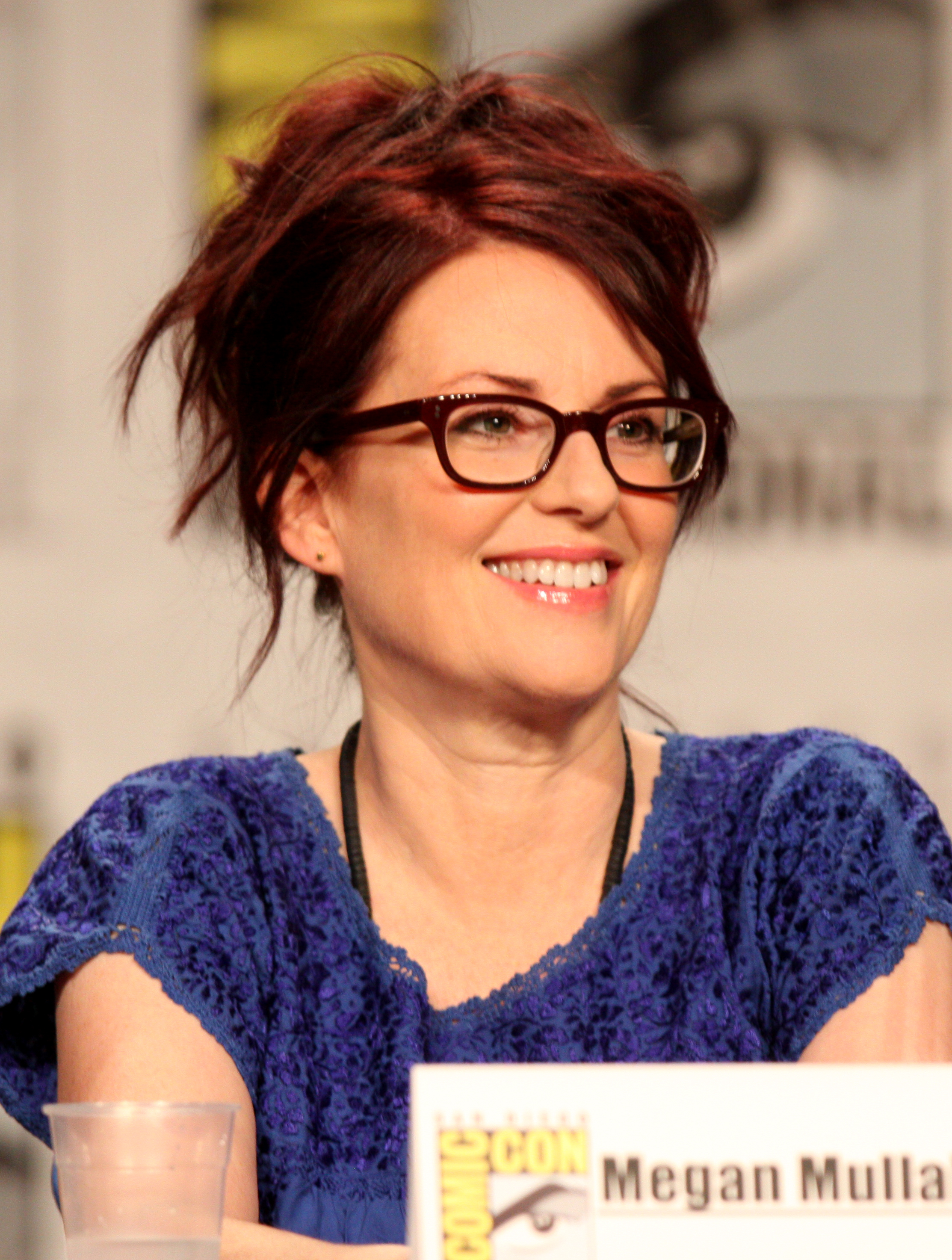
Megan Mullally

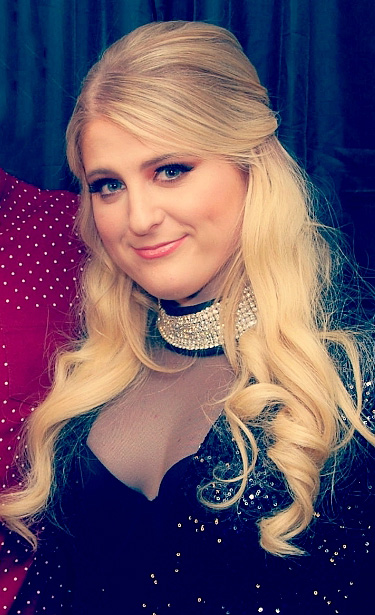
Meghan Trainor

- Megan Barker, ciclista su strada britannica
- Megan Dodds, attrice statunitense
- Megan Duffy, cestista e allenatrice di pallacanestro statunitense
- Megan Follows, attrice canadese
- Megan Fox, attrice e supermodella statunitense
- Megan Gale, modella e attrice australiana
- Megan Marie Hart, soprano statunitense
- Megan Hodge, pallavolista statunitense
- Megan McArthur, astronauta e oceanografa statunitense
- Megan McJames, sciatrice alpina statunitense
- Megan Meier, ragazza statunitense vittima del cyberbullismo
- Megan Moody, cestista australiana naturalizzata britannica
- Megan Mullally, attrice e conduttrice televisiva statunitense
- Megan Mullen, ex sciatrice alpina canadese
- Megan Nick, sciatrice freestyle statunitense
- Megan Park, attrice canadese
- Megan Quann, nuotatrice statunitense
- Megan Rapinoe, calciatrice statunitense
- Megan Taylor, pattinatrice artistica su ghiaccio statunitense
- Megan Ward, attrice statunitense

### Variante Meagan
- Meagan Duhamel, pattinatrice artistica su ghiaccio canadese
- Meagan Good, attrice statunitense
- Meagan Tandy, attrice e modella statunitense

### Variante Meghan
- Meghan Agosta, hockeista su ghiaccio canadese
- Meghan Chavalier, attrice pornografica, cantante e attivista statunitense
- Meghan Heffern, attrice canadese
- Meghan Markle, attrice ed ex modella statunitense, duchessa di Sussex
- Meghan Ory, attrice canadese
- Meghan Trainor, cantautrice statunitense

### Variante Meaghan
- Meaghan Benfeito, tuffatrice canadese
- Meaghan Martin, attrice, cantante e doppiatrice statunitense
- Meaghan Mikkelson, hockeista su ghiaccio canadese
- Meaghan Rath, attrice canadese

## Il nome nelle arti
- Megan è un personaggio della saga di Ragazze dell'Olimpo, scritta da Elena Kedros.
- Meghan è un personaggio del libro di Matthew Dicks L'amico immaginario.
- Megan Mccallister è una delle sorelle/cugine di Kevin Mccallister del film Mamma, ho perso l'aereo, diretto da Chris Columbus.